# Mángold
A mángold (Beta vulgaris subsp. vulgaris var. cicla, Beta vulgaris subsp. cicla, más osztályozás szerint Beta vulgaris convar. vulgaris vagy Beta vulgaris var. vulgaris) a disznóparéjfélék (Amaranthaceae) családjába, a répaformák (Betoideae) alcsaládba tartozó konyhazöldség, legközelebbi rokona a cékla. Nevezik „leveles répának” is.

## Elterjedése, leírása
Bár a Földközi-tenger környékén már az i. e. 5-4. században ismerték, mégis mára Európában szinte ismeretlen növényről van szó (helyileg ismert Spanyolországban [acelga], Olaszország déli részein [bietola], Franciaországban [blette] vagy Németországban [Mangelwürzel vagy Mangold]), Szerbiában és Horvátországban [blitva]). Lágy szárú kétéves növény, az első évben a gyökere és lombozata, a második évben a magszára fejlődik ki, azonban mivel konyhai célra leveleit használjuk, általában az első évben leszüreteljük őket (amikor elkezdi növeszteni virágját és magjait, akkor levelei elsatnyulnak). A növény termése a gomoly. Több fajtája van: a legelterjedtebbnek levelei mélyzöldek vagy halványabbak (fajtától függően, de ismert lilás vagy pirosas levélnyelű fajtája is), és a növény akár 60-80 centiméteresre is megnőhet. Formája egy megnyúlt kínai kelhez hasonlít. Talajban nem válogatós, de igényli a sok napsütést és a vizet, melyből egy nap akár 2 dl-t is elhasznál. Tavasz végén vetik, és júliustól késő őszig növeszt ízletes leveleket.
Az íze a spenóthoz (paraj) hasonló, de annál erőteljesebb. A levelekből általában a spenóthoz hasonló főzeléket készítenek, a levélnyelek pedig a spárgához hasonlóan használhatók fel.
A mángoldnak magas az A-, B1-, B2- és C-vitamin tartalma, ezen kívül cukrot, pektineket, szerves savakat (oxálsav, almasav, citromsav), foszfort, káliumot, kalciumot, vasat és magnéziumot tartalmaz.
A passzírozott levelek kis téglácskák formájában fagyaszthatóak anélkül, hogy ízükből vagy vitamintartalmukból veszítenének, és így télen is „friss” alapanyagot biztosít a főzelékekhez.

## Képek
|  |  |  |  |